# 椎名町駅

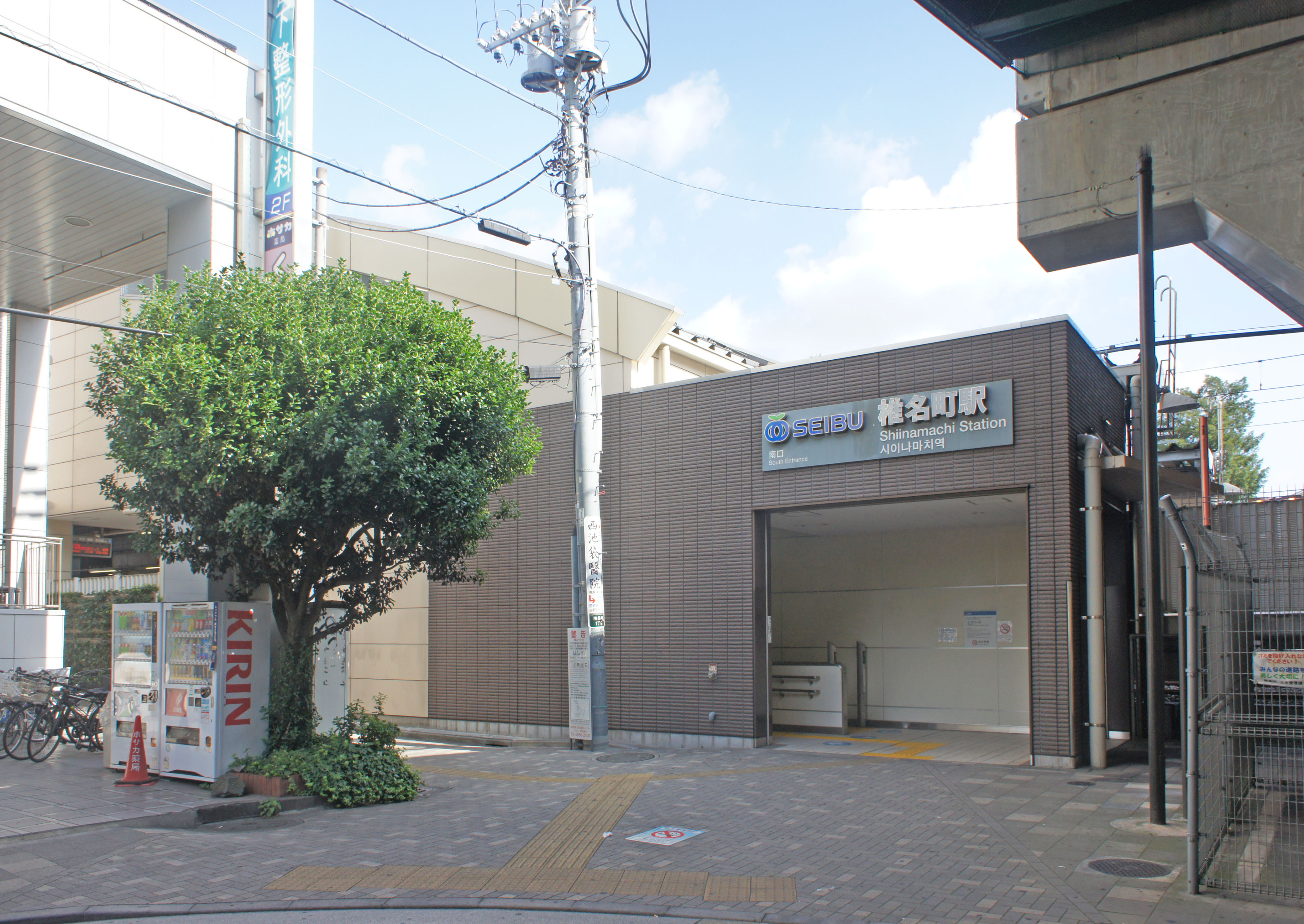
南口（2022年7月）

椎名町駅（しいなまちえき）は、東京都豊島区長崎一丁目にある、西武鉄道池袋線の駅である。駅番号はSI02。同線の駅の中では一番海抜の低い場所に位置する。
練馬駅から分岐する豊島線の列車も利用可能である。

## 歴史
- 1924年（大正13年）6月11日 - 開業[1]。
- 1986年（昭和61年）5月1日 - 新駅舎使用開始[2]。
- 2011年（平成23年）10月1日 - 北口駅舎と南口駅舎を統合した橋上駅舎の供用を開始。同時に南北自由通路が開通し、各バリアフリー設備の使用も開始された。
- 2013年（平成25年）3月16日 - 発車メロディを「おれは怪物くんだ」に変更[3]。

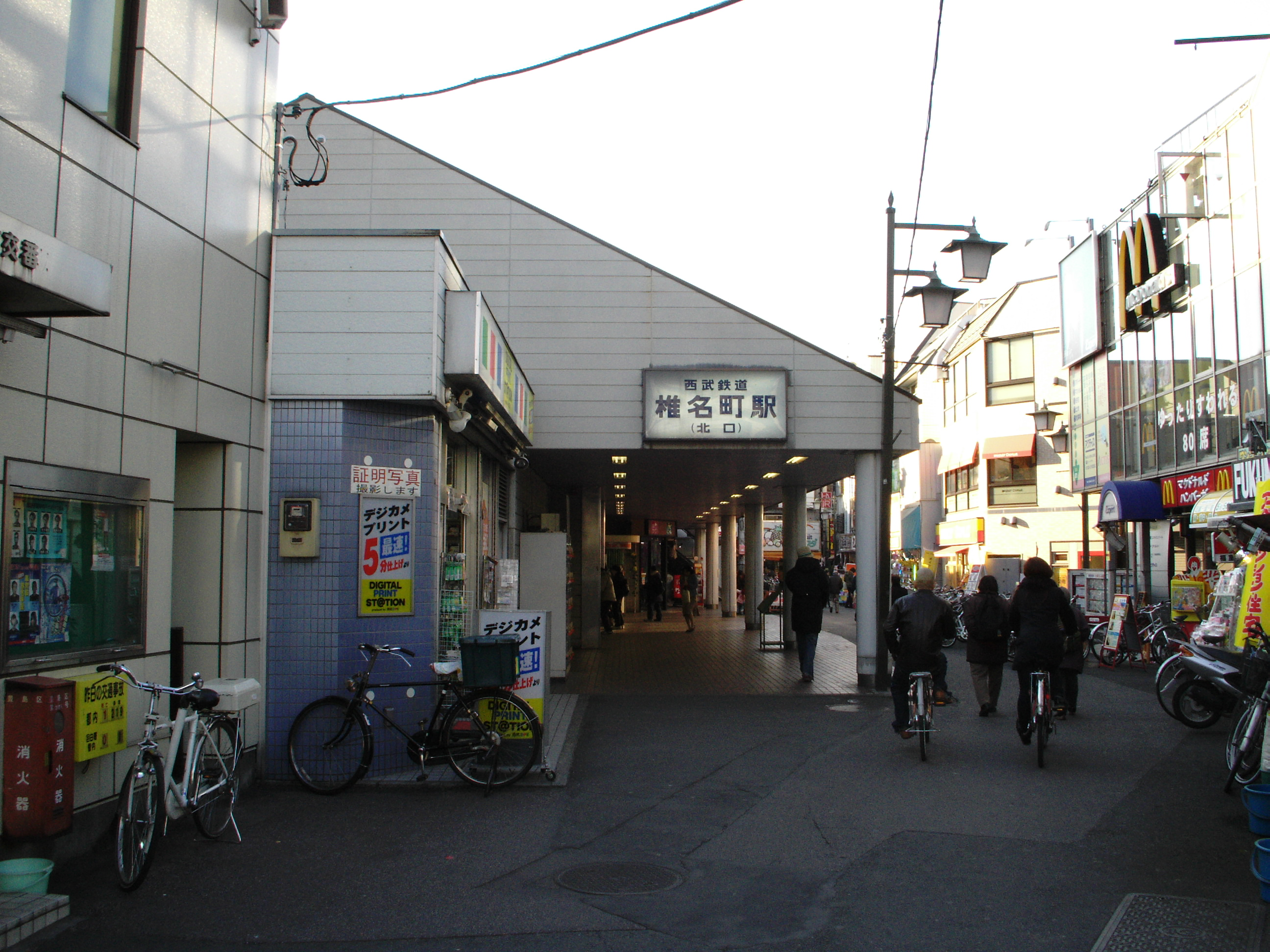
北口旧駅舎（2007年2月）
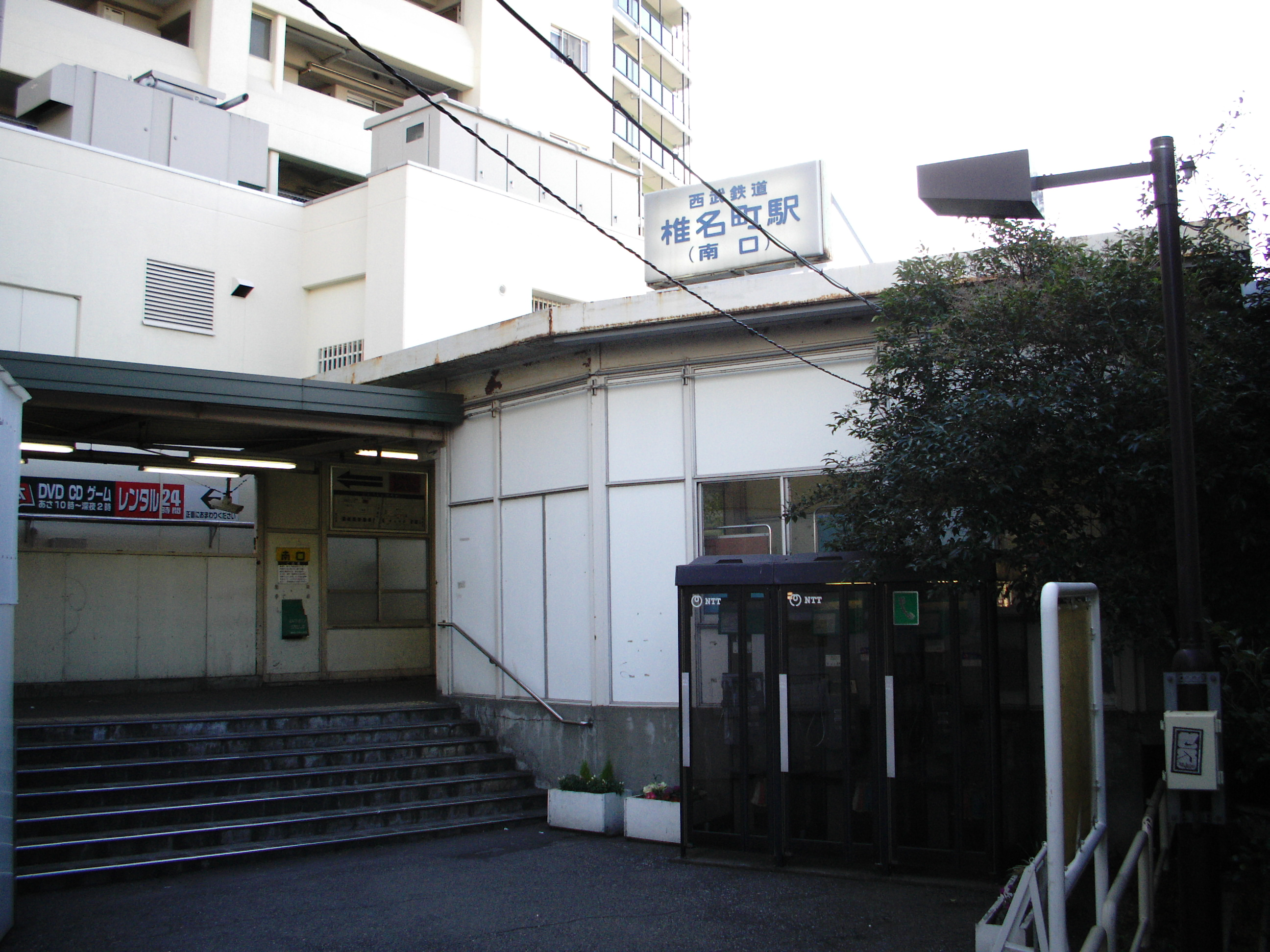
南口旧駅舎（2007年2月）

### 駅名の由来
椎名町という地名は江戸時代後期にはすでに存在したが、町屋は現在の目白にあり、椎名町駅からは比較的離れた位置にあった。その後、1939年（昭和14年）から1966年（昭和41年）までの間、現在の南長崎一 - 六丁目と目白四・五丁目に椎名町という町名が付けられていた。
1948年（昭和23年）に発生した帝銀事件の現場（帝国銀行椎名町支店）としての地名を忌避されたこともあり、椎名町全域（1-8丁目）を含めた町名の変更が1964年11月1日および1966年1月1日に住居表示と合わせて実施された。このため「椎名町」の町名は行政上残っていないが、駅名や小学校や商店街などの名称として「椎名町」は現存しており、椎名町駅の周辺は便宜的に椎名町と呼ばれている。
1930年代には駅の北側地域にアトリエ付きの借家群がいくつも建ったことから、芸術家の集まるアトリエ村を形成し、ひいては「池袋モンパルナス」と呼ばれるようにもなり、著名な画家や詩人が若き日々を過ごした街としても知られるようになった。

## 駅構造
相対式ホーム2面2線を有する地上駅である。かつては島式ホーム1面2線の形態であったが、列車の長編成化に伴い昭和30年代に現在の構造に変更された。2011年10月1日に橋上駅舎の供用を開始した。
ホーム有効長は10両編成分である。ホームの両側を踏切に挟まれた構造であるが、駅のすぐ東側の池袋9号踏切が山手通りの東側に40mほど移動した。移動する前のホームは8両編成がぎりぎり停車可能な長さであり、とくに下り列車の停止位置目標は踏切のほんの手前で、少し超えると先頭車の前頭部が踏切にはみ出してしまう状態であったが、前述の踏切移動により、延長工事が行われた。

### のりば
| ホーム | 路線           | 方向 | 行先                   |
| ------ | -------------- | ---- | ---------------------- |
| 1      | 池袋線         | 上り | 池袋ゆき               |
| 2      | 池袋線・豊島線 | 下り | 所沢・飯能・豊島園方面 |

（出典：西武鉄道:駅構内図）

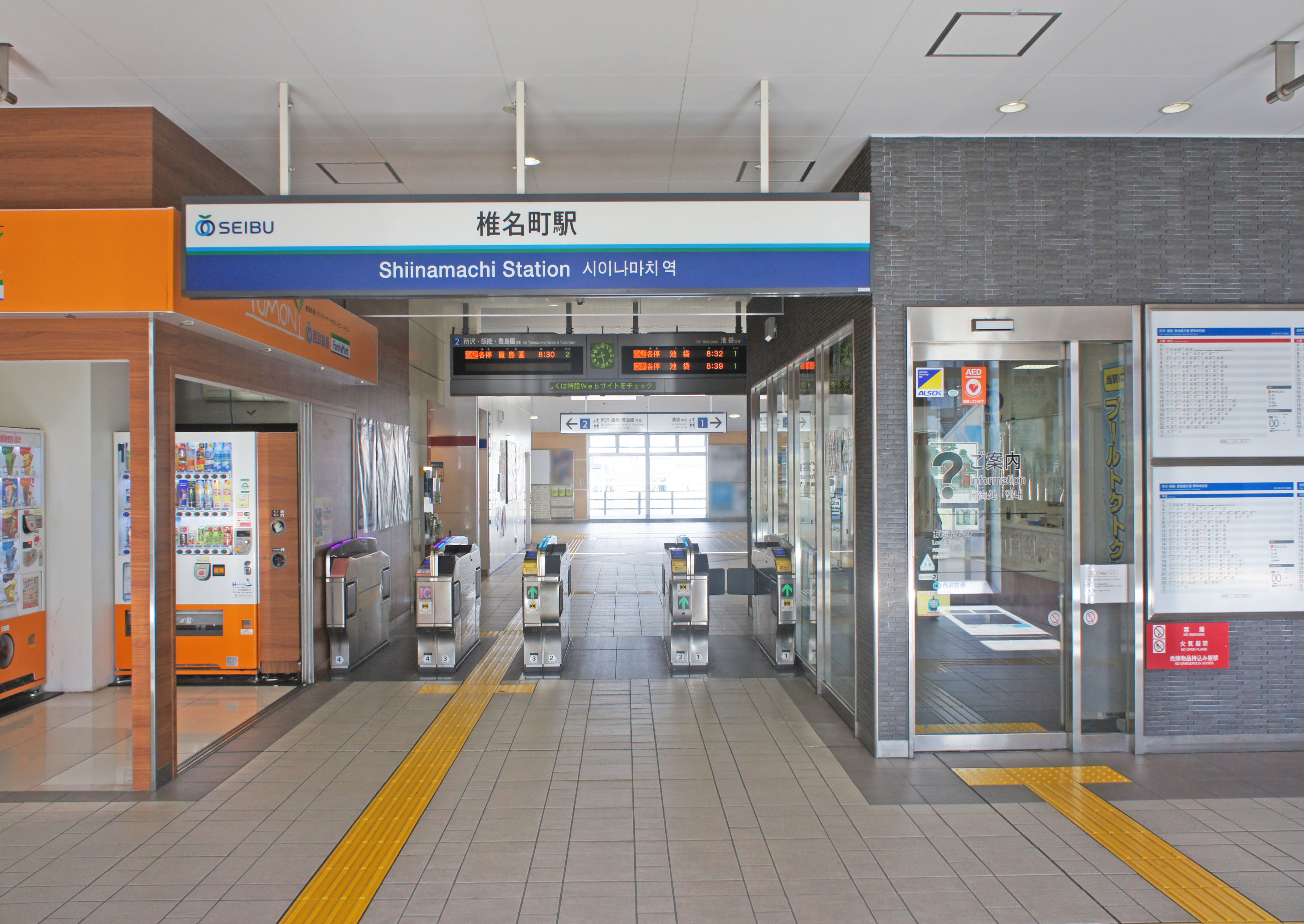
改札口（2022年7月）
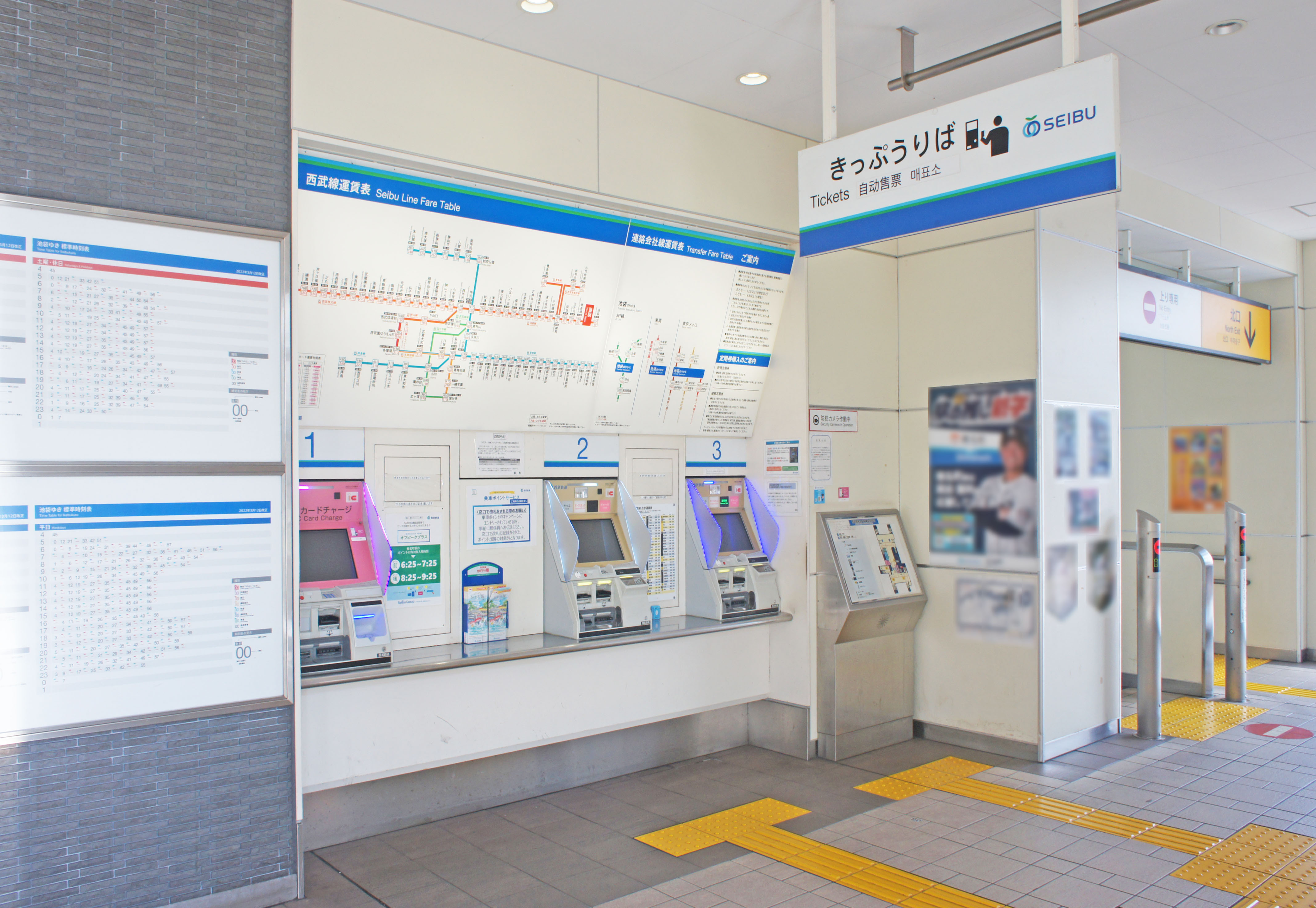
自動券売機（2022年7月）
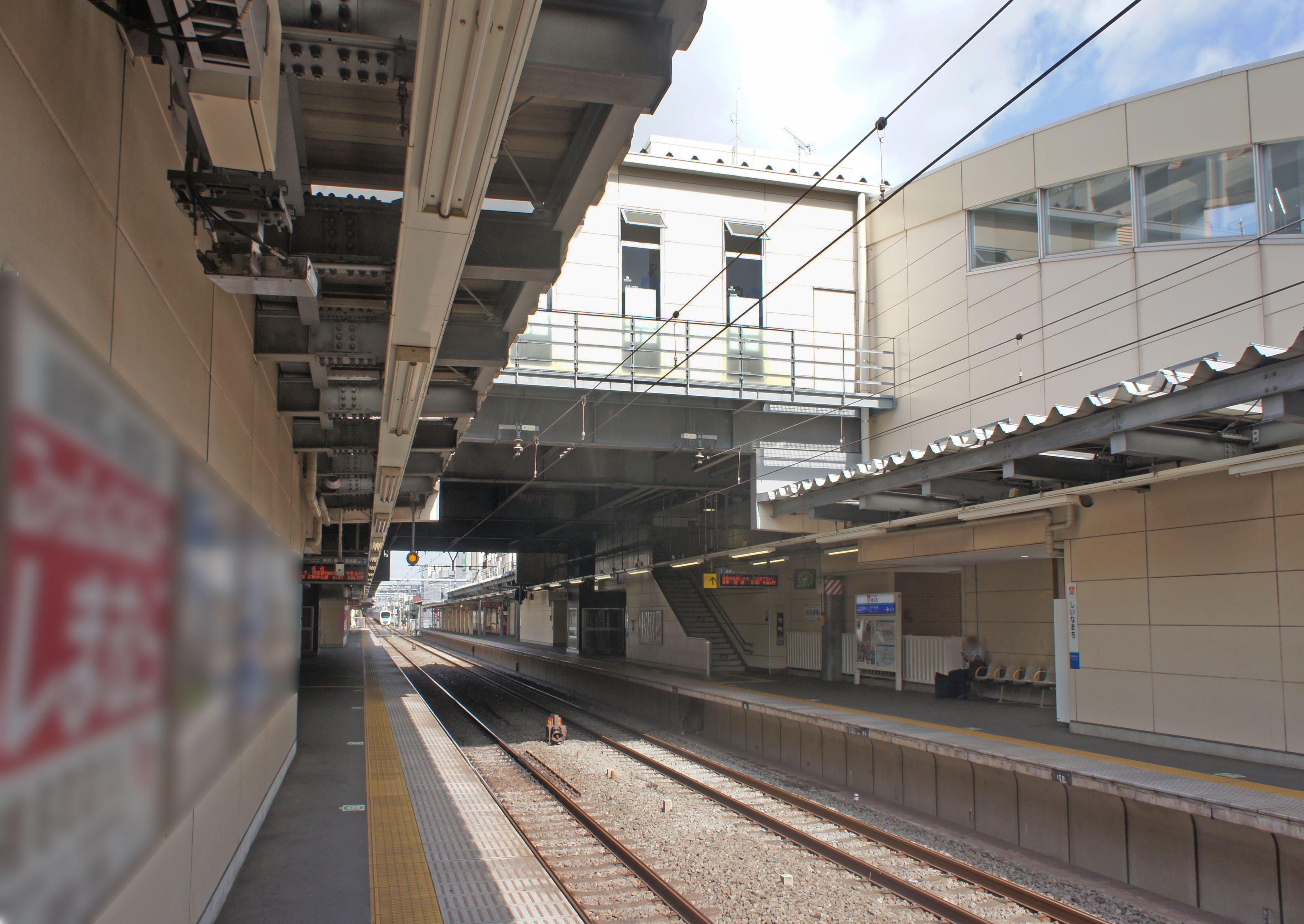
ホーム（2022年7月）

### 駅舎改築
山手通りの改良工事と併せて、2010年1月に駅舎の改良工事が着工された。駅舎の工事は国土交通省の鉄道駅総合改善事業として行われており、事業主体は第三セクターの東長崎駅・椎名町駅整備株式会社となっている。
2010年度の鉄道事業設備投資計画 (PDF) によると、駅舎の橋上化を実施し、南北自由通路・エレベーター4基・エスカレーター6基および多機能トイレなどを設置し、バリアフリー化を図る計画となっている。あわせて、ホームの改善と屋根の改修、10両編成対応のためのホーム有効長延伸工事や、山手通り陸橋下への広場の整備などを行う。橋上駅舎と自由通路は2011年10月1日に供用を開始し、駅前歩行者広場などの整備は2012年度に完成した。

### 発車メロディ
2013年3月16日から、テレビアニメ『怪物くん』（1968年にTBSテレビで放送された第1作）の主題歌「おれは怪物くんだ」を発車メロディとして採用している。これは、かつて当駅周辺にトキワ荘があり、そのトキワ荘ゆかりの漫画家である藤子不二雄Ⓐの作品『怪物くん』のアニメ主題歌を使用することで、トキワ荘が存在していた街をPRするために採用されたものである。

### 列車のホームへの接触事故
2013年5月27日、快速池袋行10両編成が同駅通過中に異音を生じたため緊急停車した。当該列車の車掌が確認したところ、列車の最後部車両の車両端側面の一部に接触面があることが発覚した。その後、原因を詳しく調査したところ、該当区間のレールの老朽化等のレール自体の問題、該当区間の路盤が他の区間に比較して軟弱であったことが判明し、これらが複合的要因となって軌道が変位したことが原因であると推定された。事故発生後、該当区間では軌道の修正、レールの交換が行われ、レール交換が行われた2013年6月12日より1年間は軌道計測が月1回のペースで行われていた。また当該区間を含めた全路線で軌道計測による計測結果を時系列で分析することとしている。なお同日には、東伏見駅において駅部材であるコンクリート片がホーム上に落下する事故も発生している。

## 利用状況
2024年（令和6年）度の1日平均乗降人員は20,617人であり、西武鉄道全92駅中48位。
近年の1日平均乗降・乗車人員の推移は下表の通りである。
| 年度               | 1日平均 乗降人員 | 1日平均 乗車人員 | 出典     |
| ------------------ | ---------------- | ---------------- | -------- |
| 1990年（平成02年） |                  | 13,537           | [ * 1 ]  |
| 1991年（平成03年） |                  | 13,590           | [ * 2 ]  |
| 1992年（平成04年） |                  | 13,216           | [ * 3 ]  |
| 1993年（平成05年） |                  | 12,860           | [ * 4 ]  |
| 1994年（平成06年） |                  | 12,216           | [ * 5 ]  |
| 1995年（平成07年） |                  | 11,678           | [ * 6 ]  |
| 1996年（平成08年） | 23,930           | 11,077           | [ * 7 ]  |
| 1997年（平成09年） | 22,983           | 10,644           | [ * 8 ]  |
| 1998年（平成10年） | 22,176           | 10,299           | [ * 9 ]  |
| 1999年（平成11年） | 21,707           | 10,025           | [ * 10 ] |
| 2000年（平成12年） | 21,476           | 10,047           | [ * 11 ] |
| 2001年（平成13年） | 20,207           | 9,970            | [ * 12 ] |
| 2002年（平成14年） | 19,792           | 9,921            | [ * 13 ] |
| 2003年（平成15年） | 19,394           | 9,740            | [ * 14 ] |
| 2004年（平成16年） | 19,172           | 9,647            | [ * 15 ] |
| 2005年（平成17年） | 19,117           | 9,616            | [ * 16 ] |
| 2006年（平成18年） | 18,912           | 9,499            | [ * 17 ] |
| 2007年（平成19年） | 19,062           | 9,560            | [ * 18 ] |
| 2008年（平成20年） | 18,862           | 9,466            | [ * 19 ] |
| 2009年（平成21年） | 18,633           | 9,356            | [ * 20 ] |
| 2010年（平成22年） | 17,937           | 9,055            | [ * 21 ] |
| 2011年（平成23年） | 17,638           | 8,803            | [ * 22 ] |
| 2012年（平成24年） | 18,027           | 9,038            | [ * 23 ] |
| 2013年（平成25年） | 18,664           | 9,403            | [ * 24 ] |
| 2014年（平成26年） | 18,714           | 9,419            | [ * 25 ] |
| 2015年（平成27年） | 19,372           | 9,757            | [ * 26 ] |
| 2016年（平成28年） | 19,573           | 9,866            | [ * 27 ] |
| 2017年（平成29年） | 19,985           | 10,058           | [ * 28 ] |
| 2018年（平成30年） | 20,723           | 10,430           | [ * 29 ] |
| 2019年（令和元年） | 20,649           | 10,407           | [ * 30 ] |
| 2020年（令和02年） | 15,934           |                  |          |
| 2021年（令和03年） | 16,994           |                  |          |
| 2022年（令和04年） | 18,146           |                  |          |
| 2023年（令和05年） | 18,897           |                  |          |
| 2024年（令和06年） | 20,617           |                  |          |

## 駅周辺
- 金剛院
- 長崎神社
- 目白天祖神社
- 豊島区立椎名町小学校
- 豊島区立目白図書館
- 豊島区区民ひろば富士見台
- 豊島区区民ひろば長崎
- 豊島区西部生活福祉事務所
- 豊島長崎一郵便局
- サミット 椎名町店
- オーケー 下落合店
- 主婦の店アルス 椎名町店
- マツモトキヨシ 椎名町店
- マルマンストア 椎名町店（旧・TSUTAYA、東武ストア、フタバ図書 GIGA椎名町店）
- ファッションセンターしまむら 椎名町店
- 南天 本店
- シーナと一平
- 山手通り - 西武池袋線と交差する箇所に椎名町陸橋が架けられている。陸橋部の歩道幅が広いのが特徴。周辺で改良工事が行われており、駅舎改築と合わせて陸橋下に広場が整備されることになっている。
- 首都高速中央環状線 西池袋出入口
- 社会福祉法人聖母会 聖母病院・高齢者福祉施設聖母ホーム
- 上智大学目白聖母キャンパス
- 国際興業バス池袋営業所
- 立教学院 - 要町駅や池袋駅からの方が近いが、当駅からの徒歩圏にある。
  - 立教大学 池袋キャンパス
  - 立教池袋中学校・高等学校
  - 立教小学校
- 帝銀事件の現場となった旧帝国銀行椎名町支店は、北口の長崎神社近くにあった。
- 手塚治虫、石ノ森章太郎、藤子不二雄ら漫画家たちが集ったトキワ荘は、当駅と都営大江戸線落合南長崎駅のほぼ中間に存在した。
- 池袋モンパルナス - 目白文化村とともに昭和（戦間期）モダニズムの一つ。
- 椎名町サンロード - 旧谷端川にほぼ沿って商店街が駅前から続いている。夕方になると多くの買い物客で賑わうため、駅前の道路が一部歩行者天国となる。
- 一音会 - 幼児の音楽・情操教育で知られる。
- シアター風姿花伝

毎年9月上旬には長崎神社の祭りが2日間行われ、駅前には多くの屋台が並ぶ。また、毎年11月末にはサンロードで芋煮を無料でふるまうなど活況を呈している。

### バス路線
「椎名町駅（北口・南口）」停留所にて、以下の路線バスが発着する。
- 国際興業バス・関東バス
  - 池11：池袋駅西口 / 中野駅

## 隣の駅
西武鉄道
 池袋線（豊島線直通を含む）
■快速急行・■急行・■通勤急行・■快速・■通勤準急・■準急
通過
■各駅停車
池袋駅 (SI01) - 椎名町駅 (SI02) - 東長崎駅 (SI03)
- 1953年（昭和28年）までは、池袋駅との間に上り屋敷駅が存在した。